# Calamochrous ferruginalis
Calamochrous ferruginalis là một loài bướm đêm trong họ Crambidae.